# Лопанур
 Лопанур  — опустевшая деревня в Санчурском муниципальном округе Кировской области.

## География
Расположена на расстоянии примерно 15 км по прямой на запад-северо-запад от райцентра поселка Санчурск.

## История
Известна с 1873 года как починок Лужань-Васли  или Лопанур, где было дворов 9 и жителей 88, в 1905 (Лопанур по речке Лужан) 29 и 250, в 1926 (Лопанур или Лужан-Васля) 66 и 334, в 1950 59 и 195, в 1989 15 человек. Настоящее название утвердилось с 1939 года. С 2006 по 2019 год входила в состав Люмпанурского сельского поселения.

## Население
Постоянное население составляло 9 человек (русские 100%) в 2002 году, 0 в 2010.